# Ulrike Ottinger
Pour les articles homonymes, voir Ottinger.
Ulrike Ottinger (née le 6 juin 1942 à Constance) est une photographe, peintre et réalisatrice allemande. Elle est considérée comme une figure artistique de premier plan de l'avant-garde allemande.

## Biographie
Elle passe son enfance à Constance puis elle ouvre un studio de photographie. Elle étudie la peinture à l'Académie des beaux-arts de Munich. Elle s'installe à Paris en 1962 où elle expose ses peintures et s'initie à la gravure avec Johnny Friedlaender. Elle assiste aux cours de Claude Lévi-Strauss, Pierre Bourdieu, Louis Althusser à la Sorbonne en tant qu'auditeur libre puis en 1966 elle écrit son premier scénario Die Mongolische Doppelschublade.
En 1969 de retour en Allemagne elle crée à Constance un ciné-club visuell en collaboration avec l'Université de Constance et la Galeriepress (maison d'édition et galerie d'art). Elle réalise son premier film en 1972 Laocoon and sons et dans les années 1980 elle réalise une trilogie sur le thème de Berlin. Elle parcourt le continent asiatique qui constitue le matériau d'une série de documentaires qu'elle réalise ensuite. Dans les années 1990 elle voyage en Europe de l'Est et de ce périple elle tire deux films Southeast passage et Twelve chairs. En 2000 elle met en scène en création mondiale  la pièce de théâtre Das Lebewohl d'Elfriede Jelinek au  Berliner Ensemble.
En 2011 elle est récompensée au Hannah-Höch-Preis (de) (Hannah Höch), et en 2012 elle reçoit un Teddy d'honneur au Teddy Award. La même année son installation sur les thèmes de l'eau et de la nourriture Floating food constituée de photographies, vidéos, objets et sculptures est exposée au Sammlung Goetz.
En 2016 elle fait partie du jury de la compétition lors du 38e Festival international du film de Moscou.
Ulrike Ottinger est ouvertement lesbienne.

## Filmographie
- 1972 : Laokoon und Söhne
- 1973 : Berlin-Fieber (Documentaire sur un Happening de Wolf Vostell)
- 1975 : Die Betörung der blauen Matrosen
- 1976 : VOAEX
- 1977 : Madame X, eine absolute Herrscherin
- 1979 : Bildnis einer Trinkerin
- 1981 : Freak Orlando
- 1983 : Dorian Gray im Spiegel der Boulevardpresse
- 1985 : China (documentaire)
- 1988 : Johanna D'Arc of Mongolia
- 1990 : Countdown (documentaire)
- 1992 : Taïga (documentaire)
- 1997 : Exil Shangai (documentaire)
- 2002 : Südostpassage (documentaire)
- 2004 : Zwölf stühle
- 2007 : Prater (documentaire)
- 2009 : The Korean Wedding Chest (documentaire)
- 2011 : Unter schnee (documentaire)
- 2020 : Paris Calligrammes (documentaire)
- 2025 : Die Blutgräfin